# The Book of Bunny Suicides: Little Fluffy Rabbits Who Just Don’t Want to Live Any More
The Book of Bunny Suicides: Little Fluffy Rabbits Who Just Don’t Want to Live Any More ist eine Sammlung von schwarzhumorigen Comics des Autors Andy Riley. Das Buch erschien am 27. Oktober 2003 im Verlag Hodder & Stoughton in Großbritannien. 2004 folgte Return of the Bunny Suicides, 2007 die Gesamtausgabe The Bumper Book of Bunny Suicides. Die Reihe wurde so beliebt, dass viele Trittbrettfahrer Raubdrucke bzw. thematisch verwandte Bunny-Kopien herausbrachten. Der Cartoonist Liu Gang ließ sich von der Comicreihe zu dem Buch Suicide Rabbit inspirieren.

## Inhalt
Die Comics stellen kleine niedliche Hasen bzw. Kaninchen dar, sog. „Bunnys“, die das dringende Bedürfnis haben, sich auf unterschiedlichste Art und Weise möglichst grausam umzubringen. So werden in den Comics unter anderem Türen, Toaster, Olympiaflammen, Bügeleisen, Haifischbecken, Flugzeugdüsen und andere Methoden dargestellt, mit denen sich die Bunnys zu Tode traktieren. Das Buch parodiert außerdem Todesarten aus Hollywoodfilmen, wie z. B. Dr. Seltsam oder: Wie ich lernte, die Bombe zu lieben, in welchem ein Bunny sich mit der Atombombe in die Luft sprengen lässt. Die Comics sind so gestaltet, dass es oft nicht sofort ersichtlich ist, auf welchem Wege sich das Bunny umbringen möchte, so dass der Selbstmord als morbide Pointe einen „Aha-Effekt“ beim Leser auslöst.